# Aspartamo
El aspartamo es un edulcorante no calórico descubierto en 1965 por la multinacional farmacéutica G. D. Searle and Company.
En 1985 la compañía Monsanto compró G. D. Searle y comercializó aspartamo a través de la compañía NutraSweet. En marzo de 2000, Monsanto vendió NutraSweet a J. W. Childs Equity Partners II LP. La patente europea expiró en 1987 y la estadounidense expiró en 1992. Desde entonces, la compañía ha competido por la cuota de mercado con otros fabricantes como Ajinomoto, Merisant y the Holland Sweetener Company. El aspartamo se emplea en numerosos alimentos en todo el mundo y se comercializa bajo varias marcas como Natreen y Canderel, además de NutraSweet, y corresponde al código E 951 en Europa.
El aspartamo es de 150 a 200 veces más dulce que el azúcar. Todos los edulcorantes se clasifican con respecto a la sacarosa o azúcar común, por lo que el valor de 200 veces se obtiene al compararlo con diluciones hechas en laboratorio de sacarosa (dulzura relativa = 100) al 15 %.

## Descubrimiento
El aspartamo fue descubierto en 1965 por James M. Schlatter. Estaba trabajando sobre una droga contra las úlceras, y derramó por accidente algo de aspartamo sobre su mano. Cuando se lamió el dedo, se dio cuenta de que tenía un sabor dulce. Es un polvo blanco, cristalino, sin olor, que se deriva de dos aminoácidos: el ácido aspártico y la fenilalanina. Es aproximadamente 200 veces más dulce que el azúcar y puede usarse como edulcorante de mesa o en postres congelados, gelatinas, bebidas y en goma de mascar. Su nombre químico es L-alfa-aspartil-L-fenilalanina metil éster y su fórmula química es C14H18N2O5. Aunque no tiene el sabor amargo que deja la sacarina, su inconveniente es que podría no saber exactamente igual que el azúcar porque reacciona con otros sabores de la comida. Cuando es consumido, el aspartamo se metaboliza en sus aminoácidos originales y tiene un bajo contenido energético.

## Efectos sobre la salud
El aspartamo ha sido declarado seguro para consumo humano por las agencias de más de noventa países y la FDA lo describe como uno de los aditivos más estudiados de la historia y afirma que su seguridad está más que confirmada. Más de 100 organizaciones nacionales e internacionales han evaluado la inocuidad del aspartamo. El Comité Conjunto FAO/WHO de Expertos ha establecido un nivel de ingesta diaria admisible (IDA) de 40 mg/kg de peso corporal, mientras que la FDA lo establece en 50 mg/kg. Existe, sin embargo, polémica entre ciertos sectores, entre los que han surgido numerosas controversias y bulos a su alrededor.
Algunos estudios han referido que el consumo masivo de aspartamo aumenta en ratones la sensibilidad a drogas que inducen epilepsia.
En 2005, Morando Soffritti, de la Fundación Ramazzini, reavivó la polémica sobre lo peligroso del aspartamo. Después de un estudio con 1800 ratas durante ocho años, el equipo de investigadores que él lideró en la ciudad italiana de Bolonia concluyó que el aspartamo podría tener efectos cancerígenos. Los estudios de la Fundación Ramazzini fueron evaluados por la Autoridad Europea para la Seguridad Alimentaria (EFSA) y por la FDA y fueron desechados por sus numerosos errores metodológicos, manteniendo que el aspartamo es seguro para el consumo humano. Su informe estimó el consumo máximo teórico de aspartamo en los adultos en 21,3 mg/kg de peso corporal por día. Estos valores están de nuevo sujetos a revisión por la misma Comisión (2012), ya que todos los aditivos alimenticios son revisados periódicamente.
De nuevo en 2010, Soffritti y Halldorsson publicaron dos artículos en los que concluían que el aspartamo era un agente cancerígeno.
La EFSA volvió a evaluar estas investigaciones, concluyendo que no hay una relación causal entre el aspartamo y el cáncer (además alega que el diseño experimental fue deficiente). Descartó reconsiderar las evaluaciones de los edulcorantes que ya fueron declarados como seguros y por ello autorizados en la Unión Europea; en esta ocasión tampoco se tuvieron en cuenta los estudios que manifiestan la peligrosidad del aspartamo, al carecer de rigor científico.
En junio de 2011, el Instituto Ramazzini emitió un comunicado en su web en el que se informa que, debido a los resultados obtenidos en sus investigaciones, algunos científicos del Instituto fueron recibidos por varios parlamentarios europeos. A raíz de esto, los parlamentarios han conseguido que la Comisión Europea haya solicitado a la EFSA que comience un nuevo proceso de revaluación de este compuesto en 2012.
En diciembre de 2013, la EFSA publicó un informe en el cual se decía que la actual ingesta diaria admisible para el aspartamo, cifrada en 40 mg/kg al día, no necesita revisión alguna, al considerarse segura para la población en general (incluyendo a los bebés, niños y mujeres embarazadas). Los expertos concluyeron que el aspartamo no daña el cerebro, el sistema nervioso, ni afecta el comportamiento o la función cognitiva en niños o adultos, y descartaron que cause cáncer o daño en los genes.
En julio de 2023, la OMS publicó un artículo en el que se mencionó que el CIIC (Centro Internacional de Investigaciones sobre el Cáncer) ha clasificado el aspartamo como posiblemente carcinógeno para los seres humanos debido a que existe «evidencia limitada» que sugiere que el aspartamo podría ser un carcinogeno para humanos y animales, sin embargo reafirmó que ingesta diaria admisible de este edulcorante es de 40mg/Kg de peso corporal. No obstante, la OMD también declaró que los resultados de las investigaciones al aspartamo realizadas por el Centro Internacional de Investigaciones sobre el Cáncer (CIIC) y el Comité Mixto FAO/OMS de Expertos en Aditivos Alimentarios (JECFA) de la Organización Mundial de la Salud (OMS) y la Organización para la Alimentación y la Agricultura (FAO) no son concluyentes, y se necesitan más investigaciones para conseguir evidencia sólida que respalde dichas afirmaciones.

## Alimentación
Las principales fuentes de exposición al aspartamo son bebidas dulces, chicles, productos farmacéuticos, bebidas de frutas y yogures light, entre otros.